# Berlin Games Forum
Das Berlin Games Forum (bgf) (von 2005 bis 2007 Browsergame Conference (bgc), von 2008 bis 2013 Browsergames Forum (bgf)) ist ein seit 2005 jährlich stattfindender Kongress für Massively-Multiplayer-Browsergames. Sie dient als Plattform zum Austausch über Entwicklung und Veröffentlichung von Browsergames, soll aber auch der Kommunikation mit benachbarten Wirtschaftszweigen dienen. In Vorträgen und Podiumsdiskussionen werden neue Technologien sowie aktuelle Entwicklungen präsentiert und diskutiert.

Veranstalter ist die Software & Support Media.

## Browsergame Conference 2005
Die erste Browsergame Conference fand am 10. September 2005 in Frankfurt am Main in den Bergström Studios mit etwa 100 Teilnehmern der Branche statt. Sie war die weltweit erste Fachkonferenz der Branche, in der Unternehmen aus Deutschland zu dieser Zeit einen Markt von mehreren hundert Millionen Euro entwickeln und anführen.
Die acht Vorträge zu technischen, visuellen, kommerziellen sowie rechtlichen Erfolgsfaktoren und Trends wurden von Unternehmensgründern der Branche gehalten, zu den bekannten zählen 4Players, Gameforge, IceWars, Travian und X-Wars. Der Fokus lag auf branchenspezifischen und -definierenden Aspekten, beispielsweise Herausstellungsmerkmalen im Vergleich zu Casual Games. Die entsprechende Keynote zur Komplexität hielt Nils Mitoussis, Mitgründer von X-Wars, das in diesem Jahr den SBG Gold Award gewann. Außerdem wurde auch über die Gründung eines Branchenverbandes diskutiert.
Im Rahmen der Veranstaltung wurden die Preisträger des Wettbewerbs Superbrowsergame 2005 bekannt gegeben.

## Browsergame Conference 2006
Die zweite Browsergame Conference fand am 7. Oktober 2006 in Frankfurt am Main im CineStar Metropolis statt.
Etwa 200 Fachbesucher waren anwesend.
Dabei wurden neben technischen und inhaltlichen Fragen insbesondere Zukunftsperspektiven und Wachstumschancen des Hochkonjunktur-Marktes betrachtet. Die Keynote zu Erfolgsfaktoren Projektmanagement, Marketing und Markenbildung hielt Heiko Hubertz, Geschäftsführer von Bigpoint (bis 2007 noch e-Sport GmbH), einem der größten und schnell wachsenden Unternehmen der Branche. Neben Branchengrößen referierten auch Vertreter von Großunternehmen aus benachbarten Branchen wie Jamba!, ProSiebenSat.1 Media und Adobe Inc., die an Schnittstellen der Branchen oder branchenübergreifend aktiv sind und Zusammenhänge darstellten.
Im Rahmen der Veranstaltung fand die Preisverleihung des Wettbewerbs Superbrowsergame 2006 statt.

## Browsergame Conference 2007
Die dritte Browsergame Conference fand am 20. und 21. Oktober 2007 in Frankfurt am Main im Campus Westend Hauptgebäude der Johann Wolfgang Goethe-Universität statt. Anwesend waren 245 Teilnehmer. In diesem Jahr wurde die Browsergames Conference um einen Workshop-Tag mit einem Business- und einer Entwicklungs-Kategorie erweitert.
Dabei lag der Fokus auf der multimedialen Weiterentwicklung sowie der Ausrichtung von Browsergames zwischen Strategie und Casual. Dazu referierten auch Vertreter aus dem benachbarten MMOG-Bereich wie Sierra Entertainment oder Hubert Burda Media und Vertreter von technologischen Anbietern wie beispielsweise Microsoft zum Rich Internet Application Framework Silverlight.
Im Rahmen der Veranstaltung fand die Preisverleihung des Wettbewerbs Superbrowsergame 2007 statt.

## Browsergames Forum 2008
2008 trägt die Konferenz erstmals den Namen Browsergames Forum.
Das Browsergames Forum 2008 fand am 22. und 23. November 2008 im Japan Tower in Frankfurt am Main statt. Eine zentrale Fragestellung in diesem Jahr war die Weiterentwicklung der Branche angesichts der vermehrten Zusammenarbeit größerer Publisher mit kleineren Entwicklungsfirmen.

## Browsergames Forum 2009
Das Browsergames Forum 2009 fand am 6. und 7. November 2009 im Cinestar Metropolis in Frankfurt am Main statt. Etwa 400 registrierte Fachbesucher konnten an 35 Vorträgen und Workshops teilnehmen. Die Anmeldezahl lag um 30 Prozent über der des Vorjahrs.
Das Event fand außerdem in Kooperation mit dem European Innovative Games Award (EIGA) 2009 statt, dessen Preisverleihung am Abend des 6. November 2009 war.
Unter anderem fand mit Bigpoints Hellblade erstmals eine Weltpremiere auf dem BGF statt.

## Browsergames Forum 2010
Das Browsergames Forum 2010 fand in Offenbach am Main mit 450 Teilnehmern sowie 44 Vorträgen und Workshops statt.
Die Keynote Gardens of Unearthly Delights hielt MMOG-Pionier Richard Bartle von der University of Essex. Ein Schwerpunkt waren Social Games. Mit Thomas Bleyer (CEO Ravensburger Digital) referierte erstmals ein Vertreter eines großen klassischen Verlags für Gesellschaftsspiele über die eigene Browsergames-Strategie.

## Browsergames Forum 2011
Das Browsergames Forum 2011 fand am 18. und 19. November 2011 im Capitol in Offenbach am Main statt.
Die Keynote The big guns are coming - is the end of independent browsergame publishers near? hielt der bekannte US-amerikanische Analyst Michael Pachter. An der anschließenden Panel-Diskussion nahmen mit Heiko Hubertz (Geschäftsführer Bigpoint), Carsten van Husen (CEO Gameforge AG), Patrick Streppel (Vorstand Gamigo AG), Michael Zillmer (Mitgründer InnoGames) und Markus Büchtelmann (Geschäftsführer ProSiebenSat.1 Games) Vertreter der größten in Deutschland ansässigen Publisher der Branche teil.
In diesem Jahr wurde auf dem Browsergames Forum die Starter Throphy verliehen, ein von gamesload mit 10.000 Euro dotierter Preis für innovative Browsergames-Konzepte.

## Browsergames Forum 2012
Das Browsergames Forum 2012 fand am 1. und 2. November im Capitol in Offenbach am Main statt, veranstaltet von Software & Support Media. Untertitel der Konferenz ist in diesem Jahr erstmals „Free-to-Play, Online, Mobile, Cross-Platform & Development“.
Thematischer Schwerpunkt war Mobile und Investments. Die Panel-Diskussion zeigt auf, dass einige Branchenunternehmen wegen des gestiegenen Drucks durch die globalen Player der Spielebranche auf unterschiedliche Fokussierungsstrategien setzen, beispielsweise Bigpoint auf wenige aber qualitativ hochwertige Spiele auf dem Desktop (Core Games) oder Flaregames auf Mobile Games.

## Browsergames Forum 2013
Die neunte Konferenz fand als Browsergames Forum 2013 am 23. und 24. Oktober erstmals in Hamburg statt.

Die Konferenz war unterteilt in die Kategorien Browsergames: Softwaretechnik („Development (Technical)“), Browsergames: Game-Design, Financing and Mergers & Acquisitions, Mobile Games: Development (Technical), Mobile Games: Game-Design, Monetization, Marketing & Promotion und Unternehmensgründungen („Start-Ups“).  Die Keynote From Click to Tap - Successfully bringing browser games to mobile hielt Ken Go vom US-amerikanischen Spieleentwickler und Publisher Kabam. Neben den Branchenvertretern Bigpoint, InnoGames, Gamigo, ProSiebenSat.1, Goodgame Studios sprachen auch Konrad Lischka sowie Angestellte von Google zu profitablem Wachstum, Valve zu Schwellenmärkten und PricewaterhouseCoopers zu Mobile-Payment.